# 元延
元延（前12年－前9年）是西汉时期汉成帝刘骜的第六个年号，共计4年。

## 起止时间
辛德勇推测，永始五年六至七月间改元元延。元延五年四月，改元绥和。

## 纪年
| 元延 | 元年   | 二年   | 三年   | 四年  | 五年  |
| ---- | ------ | ------ | ------ | ----- | ----- |
| 公元 | 前12年 | 前11年 | 前10年 | 前9年 | 前8年 |
| 干支 | 己酉   | 庚戌   | 辛亥   | 壬子  | 癸丑  |

## 参看
- 中國年號索引

| 前一年號： 永始 | 西漢年號 元延 | 下一年號： 绥和 |